# Profil (Zeitschrift)
Profil (Eigenschreibweise profil) ist ein österreichisches Nachrichtenmagazin, das für investigativen Journalismus und politische Berichterstattung bekannt ist. Seit seiner Gründung im Jahr 1970 analysiert das Wochenmagazin kritisch innen- und außenpolitische Entwicklungen. Profil gilt als eine der wichtigsten Medienmarken Österreichs und wurde 2008 als „wichtigstes österreichisches Nachrichtenmagazin“ bezeichnet. Das Magazin wird manchmal als österreichisches Gegenstück zum Spiegel angesehen.

## Philosophie und Haltung
Das Magazin konzentriert sich auf Politik, Wirtschaft und Gesellschaft und ist besonders für seine kritische Berichterstattung über die österreichische Innenpolitik bekannt. Seine Recherchen beeinflussen regelmäßig die politische Debatte.
Obwohl es keiner politischen Richtung offiziell zugeordnet ist, wurde es historisch häufig als linksliberal bis wirtschaftsliberal eingeordnet. Die inhaltliche Ausrichtung des Magazins wird maßgeblich von der jeweiligen Chefredaktion geprägt, die durch thematische Fokussierung und federführende Gestaltung die publizistische Linie bestimmt. Während Kritiker eine zu starke Meinungsorientierung und Tendenz zu reißerischer Berichterstattung bemängeln, betonen Befürworter die investigative Qualität und tiefgehende Recherchearbeit des Magazins.
2025 feiert das Profil 55-jähriges Bestehen unter dem Motto „55 Jahre unbequeme Wahrheiten“.

## Geschichte

### Gründung und die 1970er Jahre
Es wurde 1970 von Oscar Bronner, der zuvor bereits das Wirtschaftsmagazin Trend geschaffen hatte und 1988 die Tageszeitung Der Standard auf den Markt brachte, als Monatsmagazin gegründet. Die erste Ausgabe erschien am 7. September 1970; die Titelgrafik hatte Erich Sokol gezeichnet, der Aufmacher lautete FPÖ zwischen Macht und Pleite. Die Auflage betrug 25.000 Stück, der Heftpreis lag bei 20 Schilling.
Josef Trappel bezeichnet die Gründung des Magazins in einem medienhistorischen Text von 2018 als die Einführung „einer neuen Kategorie politischer Berichterstattung in Österreich.“

In seinem Brief des Herausgebers zur ersten Ausgabe formulierte Oscar Bronner den Gründungsgedanken der Zeitschrift so: 
„Wir sind der Meinung, dass es in Österreich endlich eine Zeitschrift geben sollte, die intelligente Menschen unabhängig von allen Interessengruppen über die Hintergründe des politischen, kulturellen und sonstigen Geschehens informiert. […] Im übrigen aber sehen wir unsere Aufgabe weniger darin, selbst Kritik zu üben, als darin, die Hintergründe des Geschehens mit so viel Informationsmaterial wie möglich so transparent zu machen, dass sich der Leser selbst ein Urteil bilden kann.“
 Die Redaktion bezog die Räumlichkeiten einer ehemaligen Blusenfabrik in der Wiener Marc-Aurel-Straße. Zur Gründergeneration gehörten neben Bronner auch Peter Michael Lingens, damals Gerichtsreporter der Tageszeitung Kurier, Helmut Voska, Claus Gatterer und Jens Tschebull, der auch Chefredakteur von Trend war.
Erstmals sorgte Profil mit seiner Ausgabe vom 2. Februar 1971 (Heft Nr. 6) für überregionales Aufsehen. Die Ausgabe wurde gleich zwei Mal beschlagnahmt, beim zweiten Mal auf Betreiben des Wiener Bürgermeisters Felix Slavik. Profil hatte über Grundstücksgeschäfte seines Schwagers berichtet. Der Skandal bescherte der Zeitschrift große Bekanntheit und steigende Abonnentenzahlen, das Magazin wurde zur ersten Adresse für Whistleblower und Insider-Informanten. Um durch Beschlagnahmungen nicht finanziell ruiniert zu werden, wurden die Profil-Dokumente eingeführt, ein Heft im Heft, in dem besonders brisante Artikel erschienen und die bei Beanstandung unkompliziert entfernt werden konnten. Zu den Tippgebern der frühen Jahre zählte auch der Wiener Bauingenieur Alfred Worm, der unter anderem den sogenannten Bauring-Skandal aufdeckte und als Investigativ-Journalist bei Profil anheuerte.
Anfänglich monatlich publiziert, erschien Profil ab Oktober 1972 14-täglich und wird seit Jänner 1974 wöchentlich publiziert.
Zu den Mitarbeitern der frühen Jahre von Profil zählten Sigrid Löffler, Trautl Brandstaller, Elizabeth T. Spira, Peter Pilz, Hans Rauscher und Ursula Pasterk.
1974 verkaufte Bronner 51 Prozent der Anteile am Trend- und Profil-Verlag für 18 Millionen Schilling an die Kurier-Gruppe, den Großteil vom Rest verschenkte er an langjährige Mitarbeiter.
Im Juni 1979 wurde der Erscheinungstag von Dienstag auf Montag vorverlegt.

### Die 1980er Jahre
Im Jahr 1980 deckte Alfred Worm in einer Serie von Artikeln den AKH-Skandal auf: Im Zuge des Neubaus des Wiener Allgemeinen Krankenhauses waren einem Spitzenbeamten der Stadt Wien und seinen Komplizen Schmiergelder in Millionenhöhe zugeflossen. Der Skandal hatte auch politische Folgen, weil mehrere der handelnden Personen engen Kontakt zu Spitzenpolitikern der Sozialdemokratischen Partei Österreichs pflegten.
Am 3. März 1986 zitierte Hubertus Czernin in der Zeitschrift Dokumente aus der Zeit des ehemaligen UN-Generalsekretärs und damaligen Bundespräsidentschaftskandidaten Kurt Waldheim in der Wehrmacht. Unter anderem ergaben die Dokumente zweifelsfrei, dass Waldheim Mitglied der nationalsozialistischen SA gewesen war. Im weiteren Verlauf der Waldheim-Affäre wurde auch die mögliche Verwicklung Waldheims in NS-Kriegsverbrechen thematisiert. Diese Enthüllung hatte weitreichende politische Konsequenzen und unterstreicht die Rolle des Magazins im kritischen Journalismus.
Auch an den Enthüllungen rund um die sogenannte Lucona-Affäre war das Magazin beteiligt. So deckte es 1989 unter anderem die Verbindungen zwischen Udo Proksch, dem Arbeitsrichter Karlheinz Demel und dem bereits zurückgetretenen Nationalratspräsidenten Leopold Gratz auf.
Die 1980er Jahre waren die Zeit, in der die Profil-Redaktion zahlenmäßig am größten war. Das Magazin verfügte beispielsweise über eine 14-köpfige Wissenschaftsredaktion. In den folgenden Jahrzehnten schrumpfte diese Zahl jedoch auf nur noch eine Person.

### Die 1990er Jahre
Am 11. März 1996 veröffentlichte das österreichische Magazin profil eine manipulierte Fotomontage von Bundeskanzler Franz Vranitzky, die ihn in einem kompromittierenden Licht zeigte. Der Skandal löste eine heftige Debatte über Medienethik und politische Berichterstattung aus.
Am 25. März 1995 löste Profil mit einer Coverstory über den „Fall Groer“ einen der größten Skandale der jüngeren österreichischen Kirchengeschichte aus. Ein ehemaliger Zögling des Wiener Erzbischofs Kardinal Hans Hermann Groer hatte Profil-Chefredakteur Josef Votzi berichtet, Groer habe ihn als Schüler sexuell missbraucht. Es meldeten sich bald weitere mutmaßliche Opfer des Kardinals. Die Affäre führte zum Rücktritt Groers, dem als Erzbischof Kardinal Christoph Schönborn nachfolgte, sowie zum Kirchenvolksbegehren.
Im Jahr 1998 erhielt das Magazin ernsthafte Konkurrenz durch die Gründung des Wochenmagazins Format. Herausgegeben durch die Verlagsgruppe News, die bereits eine marktbeherrschende Stellung im österreichischen Zeitschriftenwesen hatte, wurde Format als wirtschaftsliberale Alternative zu Profil positioniert. Während Profil für seine kritische Berichterstattung und investigativen Journalismus bekannt war, setzte Format stärker auf Wirtschafts- und Business-Themen und versuchte, ein unternehmerfreundliches Publikum anzusprechen. Die Markteinführung führte zu einer Verschärfung des Wettbewerbs im Segment der politischen Wochenmagazine. Format-Herausgeber Wolfgang Fellner rief sogar die „Mutter aller Magazinschlachten“ aus, begleitet von aggressivem Marketing und Preisdumping. Einige prominente Profil-Journalisten – darunter Alfred Worm – wechselten zu Format.

### Die 2000er Jahre
Der Konflikt Profil-Format endete 2001 mit einer „Magazin-Ehe“: Trotz intensiver Kritik genehmigte das Kartellgericht die Übertragung des Anzeigen- und Vertriebsgeschäft von Profil zur News-Gruppe, während die Redaktion offiziell beim Kurier verblieb.
Die österreichische Media-Analyse 2004 weist für das Nachrichtenmagazin eine Reichweite von 6,5 Prozent aus. Von den 445.000 Lesern sind 59 Prozent Männer, 41 Prozent Frauen. Im Laufe der Jahre wuchs sowohl der redaktionelle als auch der werbliche Anteil. Mitte der 2000er umfasst eine Ausgabe durchschnittlich 140 Seiten.
Das Profil recherchierte u. a. über Jörg Haider und die „Erfindng der Anti-Ausländer-Politik“.
Im April 2007 veröffentlichte das Magazin einen Artikel mit dem Titel "Eurofighter-Affäre: Mitten im Gutachten", der sich intensiv mit den Untersuchungen und Gutachten zum umstrittenen Ankauf der Eurofighter durch das österreichische Bundesheer auseinandersetzte.
Zudem berichtete das Magazin ab 2009 ausführlich über die sogenannten Grasser-Affären, die verschiedene Vorwürfe gegen Karl-Heinz Grasser betrafen, darunter mutmaßliche Korruption und Amtsmissbrauch im Zusammenhang mit Privatisierungen und Immobiliengeschäften. Diese investigativen Recherchen trugen maßgeblich zur öffentlichen Diskussion und zur politischen Aufarbeitung dieser Fälle bei.

### Die 2010er Jahre
Am 8. Jänner 2011 veröffentlichte Profil den geheim gehaltenen Aktienkaufvertrag zwischen der Republik Österreich, der Bayerischen Landesbank und der Hypo Alpe Adria zur Rettung der Bank, und trug damit zur Aufklärung im sogenannten „Hypo-Alpe-Adria-Skandal“ bei. Demnach hatte die Bayerische Landesbank ab November 2009 die eigene Tochter gezielt an den Rand der Pleite getrieben und sich vom österreichischen Steuerzahler noch Investments in Milliardenhöhe absichern lassen.
Im zweiten Halbjahr 2013 betrug die Druckauflage 91.269 Exemplare. Im zweiten Halbjahr 2015 betrug die Druckauflage 89.920 Stück (davon 67.479 verkauft), die Reichweite war 4,8 %.
Im Januar 2015 übernimmt Eva Linsinger die Position der Innenpolitik-Chefin von Herbert Lackner.
Profil gehörte bis zum 31. Oktober 2019 zur VGN (Verlagsgruppe News) und erscheint seither im Kurier Zeitungsverlag. Neben Printausgaben baute das Magazin seine digitale Präsenz aus und experimentierte mit neuen Formaten, um auf veränderte Mediennutzungsgewohnheiten zu reagieren.

### Die 2020er Jahre
In den 2020er Jahren wurde von Profil im Rahmen mehrerer Skandale in Österreich investigativ recherchiert und veröffentlicht. Dazu zählen das Verfahren rund um René Benko, Gründer der Signa Holding, der 2023 in einen Finanzskandal geriet, als sein Immobilien- und Handelsimperium kollabierte. Auch in der Berichterstattung um das Verfahren gegen Kanzler Kurz wurde investigiert.
Im Dezember 2022 wurde bekannt, dass Richard Grasl neben seiner journalistischen Tätigkeit für den Kurier zusätzlich Profil-Geschäftsführer wird. Am gleichen Tag wurde bekannt, dass Christian Rainer seine Tätigkeit als Chefredakteur und Herausgeber von Profil beendet. Die Redaktion sah sich aufgrund der Bestellung Grasls veranlasst, öffentlich die „unantastbare journalistische Unabhängigkeit“ des Magazins zu betonen. Gleichzeitig wurden seitens der Geschäftsführung drei Profil-Redakteure dem Betriebsrat zur Kündigung angemeldet. Geschäftsführer war zu diesem Zeitpunkt Thomas Kralinger, Chefredakteur Christian Rainer. Hintergrund der Kündigungen war die schlechte wirtschaftliche Situation des Magazins. Eine Kündigung wurde unter dem neuen Management zurückgezogen. Eine weitere Profil-Journalistin ging in Pension. Mit Michael Nikbakhsh einigte man sich einvernehmlich.
Neuer Herausgeber wurde im Jänner 2023 die von Grasl geführte Redaktions-GmbH. Neue Chefredakteurin ist seit 1. März 2023 Anna Thalhammer.
Der Wirtschaftsressortleiter und Vizechefredakteur Michael Nikbakhsh verließ in diesem Zusammenhang ebenfalls das Magazin. Ihm wurde angeboten, als Selbstständiger die angedachte Investigativakademie von Kurier und Profil zu leiten. Noch bevor die Akademie ihre Tätigkeit aufnahm, trat Nikbakhsh im Februar 2023 von der Leitung zurück. Er gab an, ein Programm für die Akademie ausgearbeitet und dieses in einem Meeting Richard Grasl, Martina Salomon und Anna Thalhammer vorgestellt zu haben. Dabei sei es seiner Darstellung nach zu einer Einteilung der vorgeschlagenen Referenten nach deren vermuteter politischer Zugehörigkeit gekommen. Salomon habe betont, dass es ihr wichtig sei, „nicht nur Linke“ einzuladen. Die genannten Personen widersprachen dieser Darstellung.
Seit November 2023 erscheint Profil am Samstag.
Inhalte werden auf einer Paywall-gestützten Website angeboten. Ziel ist es, jüngere und medienaffine Leser sowie ein internationales Publikum zu erreichen.
Laut Mediaanalyse hat Profil seine Reichweite im Jahr 2023 wieder steigern können. Laut den Mediadaten für 2024 beträgt die verbreitete Auflage 44.487 Exemplare, davon 15.126 als E-Paper, mit einer Abonnementquote von 83 %.
Die Zahl der für die Werbewirtschaft entscheidenden Sichtkontakte der Onlineausgabe stieg in den Jahren 2022–2024 nur sehr bescheiden.
Im Juni 2025 geriet Chefredakteurin Anna Thalhammer in die öffentliche Kritik, nachdem Journalisten des Magazins nach einem Amoklauf in Graz Kontakt zur Familie des Täters aufgenommen hatten. Das Vorgehen warf Fragen zur journalistischen Ethik auf.

#### Podcasts und neue Formate
Thalhammer öffnete sich der Nutzung neuer Medien, insbesondere Podcasts und digitaler Formate wie Newsletter. Diese werden teilweise von Sponsoren mitfinanziert.
Podcasts:
- Zur Frage der Nation: Analysen zu innenpolitischen Entwicklungen
- Nicht zu fassen: Investigativserie über Unklarheiten in Ermittlungen und Recherchen[61]
- No Bullshit: Analysen zu wissenschaftlichen Mythen und Fehlinformationen
- Business-Klasse: Schüler der BHAK Wien 10 befragen Start-up-Gründer, Führungskräfte und Influencer[62]

Newsletter:
- Morgenpost: Themen des Tages
- Faktiv: neueste Faktenchecks

## Leitung und Team

### Geschichtliches
1971 war Jens Tschebull Chefredakteur. Von 1972 bis 1987 war Peter Michael Lingens, bis Mai 2017 auch Kolumnist des Magazins, Profil-Herausgeber. Unter seiner Leitung etablierte sich das Blatt als bedeutendes investigatives Medium in Österreich.
Von 1988 bis 1991 war Peter Rabl Herausgeber, der nach einem Streik der Profil-Redaktion im Oktober 1991 (es ging um Rabls geplante Doppelrolle als Mitglied von Redaktion und Geschäftsführung) aus dem Amt schied. Ihm folgte als Herausgeber der Waldheim-Aufdecker Hubertus Czernin.
1996 wurde Czernin im Konflikt mit den damaligen Eigentümervertretern gekündigt, ihm folgte der langjährige Chefredakteur Josef Votzi.
Von 1998 bis 2022 war Christian Rainer Herausgeber und Chefredakteur. Rainer galt als längstdienender Chefredakteur eines deutschsprachigen Qualitätsmediums. In seiner Zeit bei Profil produzierte er über 1200 Ausgaben.
In der Chefredaktion waren auch Herbert Lackner (von 1992 bis Ende Februar 2015) und Sven Gächter (von 2002 bis 2021) tätig.

### Gegenwart

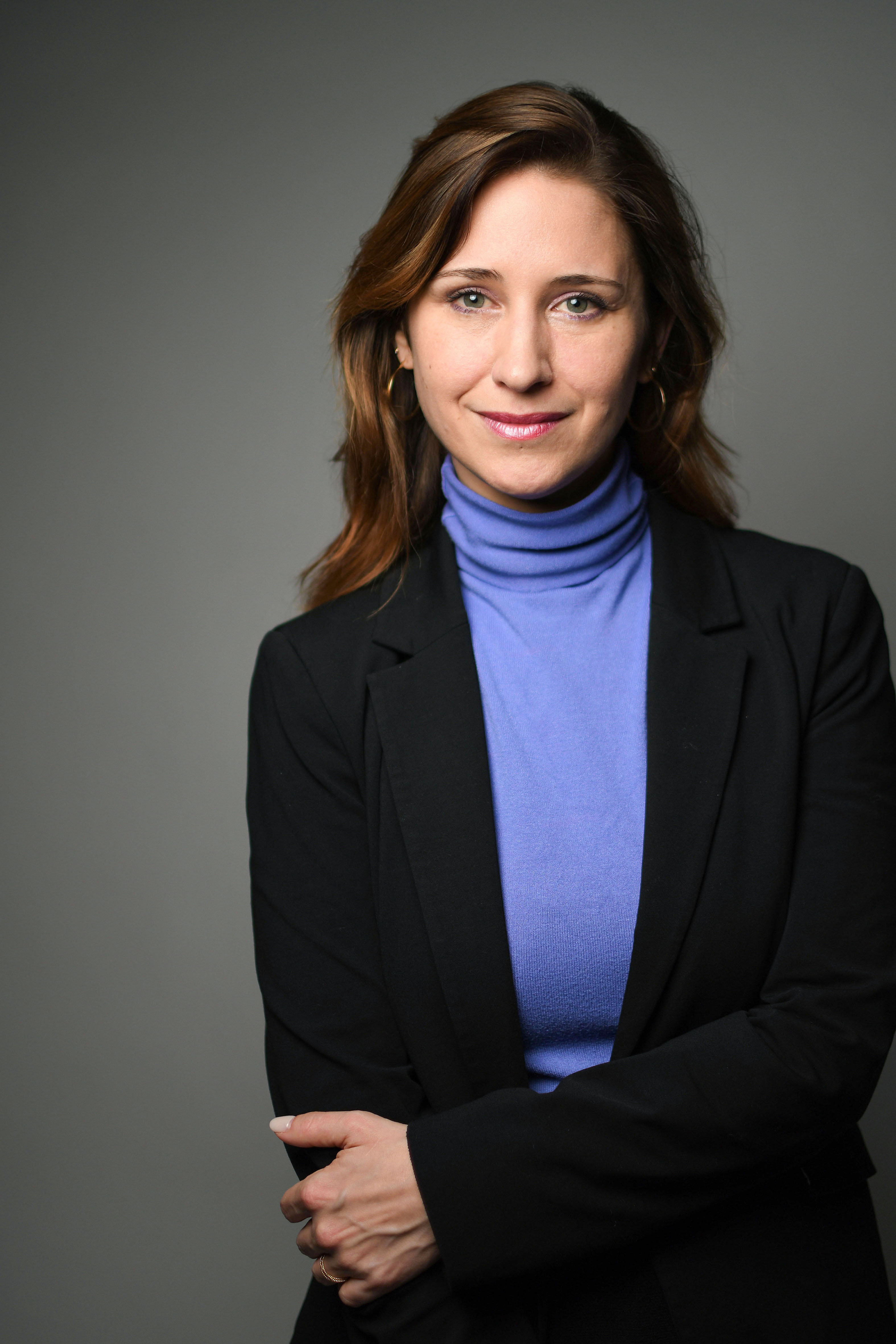
Anna Thalhammer (2024)

Die erste Chefredakteurin und Herausgeberin
Anna Thalhammer ist eine Investigativjournalistin. Sie begann ihre Karriere bei der Tageszeitung Kurier, wechselte dann zum Migrantenmagazin Das Biber. Danach sammelte sie Erfahrung bei der Boulevardzeitung Heute und war schließlich viele Jahre bei Die Presse, zuletzt als Chefreporterin. Seit März 2023 ist sie als erste Frau Chefredakteurin von Profil. Sie setzt ihren Fokus neben weiterhin hochqualitativen Journalismus auf Modernisierung und Digitalisierung – sowie Ausbau der Wirtschaftsredaktion. Die Tageszeitung berichtete am 3. Januar 2023 über einen „investigativen Neustart“ des Nachrichtenmagazins. Thalhammer wurde zur neuen Chefredakteurin ernannt, mit dem Ziel, das Magazin zu alter Stärke zurückzuführen.
Seit Jänner 2025 ist Anna Thalhammer auch Herausgeberin des Magazins. Diese Erweiterung ihrer Aufgaben ermöglicht es ihr, die inhaltliche Linie zu bestimmen, die Qualitätssicherung aller Veröffentlichungen zu gewährleisten und strategische Maßnahmen zur Sicherung der Wettbewerbsfähigkeit und Marktrelevanz des Magazins zu ergreifen. Zudem vertritt sie profil in der Öffentlichkeit gegenüber Lesern und Stakeholdern.
Das Kernteam
- Anna Thalhammer, Chefredakteurin und Herausgeberin
- Robert Treichler, Ressortleitung Ausland und stv. Chefredakteur
- Marina Delcheva-Glantschnigg, Ressortleitung Wirtschaft[73]
- Gernot Bauer, Ressortleitung Innenpolitik
- Jakob Winter, Digital-Chef und Mitglied der Chefredaktion
- Alwin Schönberger, Ressortleitung Wissenschaft
- Angelika Hager, Ressortleitung Gesellschaft
- Sebastian Hofer, Textchef und stv. Chefredakteur
- Stefan Melichar, Chefreporter

Zu den aktuellen Mitarbeitern gehören u. a. Stefan Grissemann (Kultur) und die Kolumnisten Elfriede Hammerl, Rainer Nikowitz, Wolf Lotter und Fleisch-Magazin-Chefredakteur Markus Huber tätig.

## Durch Profil vergebene Ehrungen

### Menschen des Jahres
Seit 2008 wählt die Redaktion des Nachrichtenmagazins jährlich eine Person zum Menschen des Jahres, aufgrund seines konkreten Einflusses auf das gesellschaftliche und politische Leben im abgelaufenen Jahr. Unter den bisherigen Menschen des Jahres waren etwa Arigona Zogaj (2009), Edward Snowden (2013), Wladimir Putin und Conchita Wurst (2014), Angela Merkel (2015), Greta Thunberg (2019) und Ralf Rangnick (2024).

### Zeig Profil Award
Der Zeig Profil Award ist eine Auszeichnung des Magazins Profil, die erstmals am 27. November 2024 in Wien verliehen wurde. Der Preis wird für innovative Projekte und Ansätze in fünf Kategorien vergeben: Gesellschaft, Unternehmertum, Kreativwirtschaft, Nachhaltigkeit und Innovation.

## Auszeichnungen und Preise für Profil
- Journalistinnen und Journalisten des Jahres 2024: Anna Thalhammer (Platz 4 in der Kategorie Journalistin des Jahres), Eva Linsinger (Platz 3 in der Kategorie Innenpolitik), Stefan Grissemann (Platz 7 in der Kategorie Kultur), Eva Sager (Platz 5 in der Kategorie Aufgefallen) und die Kolumnistin Barbara Blaha (Platz 5), Satiriker Rainer Nikowitz (Platz 10 in der Kategorie Kolumne)[77]
- Jungjournalistinnenpreis 2024 (vergeben durch das Frauennetzwerk Medien) für Daniela Breščaković[78]
- Niederösterreichischer Journalismuspreis 2024 für Eva Sager für ihren Artikel „Wir sind Kaisers!“[79]
- JournalistInnenpreis Integration 2024 des Österreichischer Integrationsfonds für Natalia Anders (Kategorie Nachwuchspreis) und Daniela Breščaković (Hauptpreis Kategorie TV/Video)[80]
- Journalistenpreis „von unten“ 2024 (vergeben von der Armutskonferenz) an Max Miller (Profil) für seinen Artikel „Ich muss schon froh sein, wenn ich überlebe“[81]
- Journalistenpreis „von unten“ 2023 (vergeben von der Armutskonferenz) an Eva Sager für ihren Artikel „Kauf mir Armut!“[82]
- Journalistinnen und Journalisten des Jahres 2023: Anna Thalhammer (Platz 2 in der Kategorie Chefredaktion),  Marina Delcheva (Platz 3 in der Kategorie Wirtschaft), die Kolumnistinnen Ingrid Brodnig (Platz 1 in der Kategorie Kolumne) sowie Barbara Blaha (Platz 3) und an Digitalchef Jakob Winter (Platz 3 in der Kategorie Investigativ), Daniela Breščaković (Platz 8 in der Kategorie Aufgefallen)[83]
- Prälat-Leopold-Ungar-JournalistInnenpreis 2023 für Daniela Breščaković (in der Kategorie Online)[84]
- Prälat-Leopold-Ungar-JournalistInnenpreis 2022 für eine Investigativrecherche zu einem umstrittenen Projekt des Ölkonzerns OMV. Ausgezeichnet wurde das Profil-Team Stefan Melichar, Michael Nikbakhsh, Sebastian Pumberger, Ola Westerberg[85]
- Kurt-Vorhofer-Preis 2022 an Eva Linsinger, stellvertretende Profil-Chefredakteurin und Leiterin des Innenpolitik-Ressorts
- Wiener Journalistinnenpreis 2015 für Christa Zöchling (Profil) für ihr Auftreten gegen die Feigheit[86]
- Wiener Journalistinnenpreis 2011 für Ulla Schmid (Profil) für ihre investigativen Reportagen, u. a. über die Hypo Alpe Adria[87]
- Dr.-Karl-Renner-Publizistikpreis 1981 für Alfred Worm
- Dr.-Karl-Renner-Publizistikpreis 1976 für das Magazin Profil